# Chavanatte
Chavanatte (deutsch früher Kleinschaffnatt) ist eine französische Gemeinde im Département Territoire de Belfort in der Region Bourgogne-Franche-Comté.

## Geographie
Chavanatte liegt auf 372 m, etwa 17 Kilometer ostsüdöstlich der Stadt Belfort (Luftlinie). Das ehemalige Straßenzeilendorf erstreckt sich im Flachland der Burgundischen Pforte, in der weiten Mulde und am Hang östlich des Baches Suarcine.
Die Fläche des 3,86 km² großen Gemeindegebiets umfasst einen Abschnitt der leicht gewellten Landschaft im Bereich der Burgundischen Pforte (Trouée de Belfort). Der zentrale Teil des Gebietes wird in Süd-Nord-Richtung von der Mulde der Suarcine durchquert, die für die Entwässerung zur Allaine sorgt. Flankiert wird diese Mulde auf beiden Seiten von einem Plateau, das durchschnittlich auf 380 m liegt. Es ist überwiegend mit Acker- und Wiesland bedeckt, zeigt aber auch einige größere Waldflächen. In Mulden- und Tallagen befinden sich verschiedene Weiher, die für die Fischzucht angelegt wurden. Nach Osten erstreckt sich das Gemeindeareal über das Plateau mit dem Bois le Fief bis zum Bachlauf der Lutter, einem rechten Zufluss der Suarcine. Mit 391 m wird auf der Anhöhe südöstlich des Dorfes die höchste Erhebung von Chavanatte erreicht.
Nachbargemeinden von Chavanatte sind Chavannes-les-Grands im Norden, Altenach im Osten, Suarce im Süden sowie Florimont im Südwesten.

## Geschichte
Erstmals urkundlich erwähnt wird Chavanatte im Jahr 1458. Das Dorf, das unter der Oberhoheit der Habsburger stand, war Teil der Herrschaft Florimont. Zusammen mit dem Sundgau kam Chavanatte mit dem Westfälischen Frieden 1648 an die französische Krone. Seit 1793 gehörte das Dorf zum Département Haut-Rhin, verblieb jedoch 1871 als Teil des Territoire de Belfort im Gegensatz zum restlichen Elsass bei Frankreich.

## Sehenswürdigkeiten
Der Ortskern ist geprägt durch verschiedene Fachwerkhäuser im traditionellen Stil des Sundgaus aus dem 17. und 18. Jahrhundert.

## Bevölkerung
| Bevölkerungsentwicklung | Bevölkerungsentwicklung |
| Jahr                    | Einwohner               |
| ----------------------- | ----------------------- |
| 1962                    | 79                      |
| 1968                    | 82                      |
| 1975                    | 88                      |
| 1982                    | 104                     |
| 1990                    | 129                     |
| 1999                    | 127                     |

Mit 132 Einwohnern (1. Januar 2022) gehört Chavanatte zu den kleinsten Gemeinden des Département Territoire de Belfort. Nachdem die Einwohnerzahl in der ersten Hälfte des 20. Jahrhunderts deutlich abgenommen hatte (1886 wurden noch 180 Personen gezählt), wurde seit Beginn der 1970er Jahre wieder ein kontinuierliches Bevölkerungswachstum verzeichnet.

## Wirtschaft und Infrastruktur
Chavanatte war bis weit ins 20. Jahrhundert hinein ein vorwiegend durch die Landwirtschaft (Ackerbau, Obstbau und Viehzucht), die Fischzucht und die Forstwirtschaft geprägtes Dorf. Noch heute leben die Bewohner zur Hauptsache von der Tätigkeit im ersten Sektor. Außerhalb des primären Sektors gibt es nur wenige Arbeitsplätze im Dorf. Einige Erwerbstätige sind auch Wegpendler, die in den umliegenden größeren Ortschaften ihrer Arbeit nachgehen.
Die Ortschaft liegt abseits der größeren Straßenverbindungen an einer Departementsstraße, die von Suarce nach Chavannes-les-Grands führt. Eine weitere Straßenverbindungen besteht mit Romagny.